# Fritschova tkalcovna

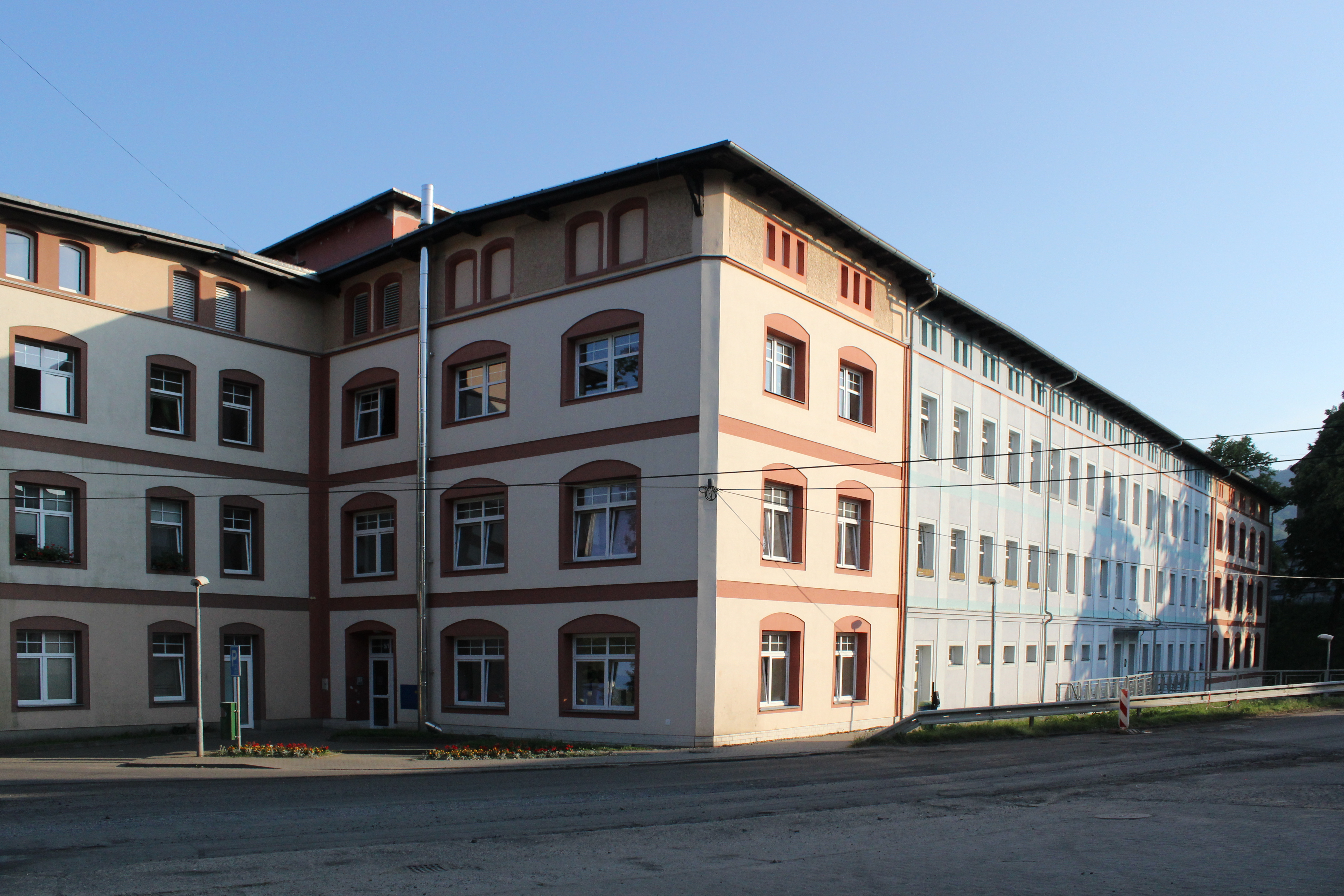
Objekt u kláštera (dům čp. 5)

Fritschova tkalcovna je bývalý průmyslový podnik nacházející se v Hejnicích, městě na severu České republiky ve Frýdlantském výběžku Libereckého kraje. Areál továrny (čp. 385) stojí ve městě severně od silnice II/290 poblíž místní železniční trati spojující Raspenavu s Bílým Potokem. V objektu se nacházejí přízemní haly, které jsou kryty šedovými střechami se sedlovými, oboustranně prosklenými světlíky. Na jejich řešení se pravděpodobně využil patent C. – A. Séquin – Bronnera pocházející z roku 1885. Objekty továrny i nadále slouží textilní výrobě.
V Hejnicích měla firma ještě jednu budovu. Byla jím třípatrová továrna číslo popisné 5 v centru města nacházející se východně od kláštera. Tato budova byla vystavěná roku 1874 a od roku 1881 nesla pojmenování „Hejnice Fritsch a spol, mechanická tkalcovna“. Podnik měl ještě další pobočné závody. Ty se nacházely v Liberci, Brně a Budapešti. Na konci 19. století zaměstnávala tkalcovna na tisíc pracovníků a během první světové války vyráběla látky, z nichž se poté šily uniformy pro vojáky.
Během roku 1935 však v důsledku hospodářské krize svůj provoz ukončila a po druhé světové válce se výroba obnovila již pod značkou národního podniku České vlnařské závody (1946) a posléze Textilana Liberec. Od roku 2004 postupně probíhala přestavba objektu čp. 5 na byty. Návrh této přestavby zpracoval liberecký architektonický ateliér Agora.